# 南方沙鳅
南方沙鳅（学名：Botia lucasbahi）为輻鰭魚綱鲤形目鳅科沙鳅属的鱼类。分布于泰国、老挝以及澜沧江江水系等。该物种的模式产地在泰国，体长可达25公分。

## 扩展阅读
維基物種上的相關：南方沙鳅